# Vittorio Moroni
Vittorio Moroni (Sondrio, 1971) è un regista e sceneggiatore italiano.

## Biografia
Come regista ha diretto quattro lungometraggi, Tu devi essere il lupo per cui ha avuto la nomination al David di Donatello per il miglior regista esordiente e ai Nastri d'argento nel 2006, Le ferie di Licu, per cui ha avuto la nomination ai Nastri d'argento 2007 come miglior documentario, Eva e Adamo (2009) e Se chiudo gli occhi non sono più qui (2013).
Come sceneggiatore ha vinto per due volte il Premio Solinas, con Il sentiero del gatto (1998) e Una rivoluzione (2002);  ha ricevuto nel 2009 la Borsa di studio per la storia 7 in condotta da cui è stato tratto il film Se chiudo gli occhi non sono più qui ed è risultato due volte finalista con L'intruso (2002) e Funambola (Senza guardare giù) (2010).
Nel 2010 ha scritto con Emanuele Crialese la sceneggiatura del film Terraferma di Emanuele Crialese (film vincitore del Premio Speciale della giuria al Festival di Venezia 2011 e film italiano candidato agli Oscar 2012) e ha lavorato alla sceneggiatura del film d'esordio alla regia di Alessandro Gassmann Razzabastarda. Nel 2020 ha scritto con Francesca Mainardi ed Emanuele Crialese L'immensità per la regia di E. Crialese, in produzione (Wildside). Nel marzo del 2022 viene trasmessa sul canale Nove Denise, la docuserie in quattro puntate scritta e diretta da lui che racconta i fatti della Sparizione di Denise Pipitone.
Come drammaturgo nel 2009 ha vinto il Premio di drammaturgia SIAE-AGIS-ETI con la piece teatrale La terza vita, che ha debuttato al teatro Valle di Roma nel 2011 e nel 2011 la piéce Il grande mago è risultata finalista al Premio Riccione per la drammaturgia e ha debuttato nel 2012 al teatro dei Conciatori a Roma.
Tra i cortometraggi realizzati prima dell'esordio, Eccesso di zelo (1997) ha vinto premi presso numerosi festival tra cui il Sacher d'argento e il Premio Universal che ha consentito a Vittorio Moroni di effettuare un master presso gli studios della Universal Pictures a Hollywood.

## Filmografia

### Regista
- Eccesso di zelo - cortometraggio (1997)
- Tu devi essere il lupo (2005)
- Se chiudo gli occhi non sono più qui (2013)
- Denise (2022)
- L'invenzione della neve (2023)

### Regista e direttore della fotografia
- Le ferie di Licu (2006)
- Eva e Adamo - documentario (2009)

### Sceneggiatore
- Eccesso di zelo, regia di Vittorio Moroni - cortometraggio (1997)
- Tu devi essere il lupo, regia di Vittorio Moroni (2005)
- Le ferie di Licu, regia di Vittorio Moroni (2006)
- Eva e Adamo, regia di Vittorio Moroni - documentario (2009)
- Terraferma, regia di Emanuele Crialese (2011)
- Razzabastarda, regia di Alessandro Gassmann (2012)
- Se chiudo gli occhi non sono più qui, regia di Vittorio Moroni (2013)
- Penso che un sogno così - programma TV (2021)
- Denise, regia di Vittorio Moroni - docuserie (2022)
- L'immensità, regia di Emanuele Crialese (2022)
- Familia, regia di  Francesco Costabile (2024)

## Teatro
- Penso che un sogno così ... (2013-2018)

## Riconoscimenti
- 2022
  - Torino Film Festival: Premio Speciale della Giuria (concorso documentari italiani) per N'en parlons plus